# Robinsonia intermedia
Robinsonia intermedia är en fjärilsart som beskrevs av Gottfried Christian Reich 1938. Robinsonia intermedia ingår i släktet Robinsonia och familjen björnspinnare. Inga underarter finns listade.